# Sedum rubens
Orpin rougeâtre, Crassule rougeâtre
Espèce
Sedum rubens, appelé en français Orpin rougeâtre ou Crassule rougeâtre,  est une espèce de plantes annuelles de la famille des Crassulacées.